# Tolični receptor
Tolični receptorji ali receptorji TLR (angl. Toll-Like Receptors) so transmembranski receptorji na makrofagih, dendritičnih celicah in drugih celicah imunskega sistema, ki prepoznajo značilne s patogeni povezane molekulske vzorce (PAMP, angl. pathogen associated molecular patterns). Pomembni so za uravnavanje delovanja obeh ključnih vej imunskega sistema, prirojene in pridobljene imunosti. Spadajo med tako imenovane vzorce prepoznavne receptorje (receptorji PRR, angl. pattern recognition receptors).

## Funkcije
Tolični receptorji so eden od pomembnih mehanizmov imunskega sistema pri prepoznavanju mikrobov. Tolični receptorji so izraženi na površini belih krvničk, vključno z makrofagi, dendritičnimi celicami, naravnimi celicami ubijalkami in celicami pridobljene imunosti (limfociti B in T), pa tudi na nekaterih celicah, ki niso neposredno povezani z imunskim sistemom (npr. epitelijske in endotelijske celice ter fibroblasti).
Ob vezavi liganda na tolični receptor se v celici sprožijo mehanizmi, ki vodijo v odzive prirojene imunosti ter tudi v aktivacijo pridobljene imunosti. Kot ligandi lahko tolični receptor aktivirajo bodisi molekule povzročitelja, ki je zmožen povzročiti okužbo, ali adjuvanta, ki se uporabi v cepivu.
Po aktivaciji sprožijo tolični receptorji v citosolu imunske celice preko adapterskih beljakovin ustrezno signalno transdukcijsko pot. Pri tem sodelujejo različne beljakovine, ki interagirajo med seboj ter pomnožujejo znotrajcelični signal in naposled vodijo v zaviranje ali spodbujanje izražanje ustreznih genov, katerih zapisane beljakovine uravnavajo vnetni odziv in druge dogodke. Znotrajcelični dogodki po aktivaciji toličnih receptorjev tako vodijo po eni strani v proizvodnjo citokinov, celično proliferacijo ter spodbudijo mehanizme za preživetje celice, drugi pa aktivirajo pridoljeno imunost.  Če je ligand bakterijska sestavina, lahko aktivacija toličnih receptorjev na primer povzroči fagocitozo bakterije, hkrati pa bakterijske antigene predstavi celicam pomagalkam. V primeru virusnega povzročitelja pa lahko pride do zavrtja sinteze celičnih beljakovin in posledično do programirane celične smrti, lahko pa aktivacija toličnih receptorjev spodbudi tudi izločanje protivirusnih snovi, kot so interferoni.
Svojo pomembno vez med prirojeno in pridobljeno imunostjo izražajo predvsem v dendritičnih celicah.

## Predstavniki
Doslej je pri človeku znanih vsaj enajst vrst toličnih receptorjev.  Med njimi se TLR1, TLR2, TLR4, TLR5 in TLR6 nahajajo v plazmalemi, ki obdaja celico, TLR3, TLR7, TLR8, TLR9 in TLR11 pa v membranah endosomov in lizosomov. Najbolj znan je TLR4, ki prepozna evolucijsko zelo ohranjen lipidni del lipopolisaharidnih (LPS) molekul, ki se nahaja na površini gramnegativnih bakterij. TLR 12 in TLR13 so odkrili pri miših, pri človeku pa gena zanju nista prisotna.
| Receptor | Ligand(i)                                                                         | Nahajanje liganda                  | Adapterske beljakovine | Lokacija         | Vrste celic |
| -------- | --------------------------------------------------------------------------------- | ---------------------------------- | ---------------------- | ---------------- | --- |
| TLR 1    | različni triacil lipopeptidi                                                      | bakterijski lipoprotein            | MyD88/MAL              | celična površina | - monociti/makrofagi - podvrsta dendritičnih celic - limfociti B                                                                                             |
| TLR 2    | različni glikopeptidi                                                             | bakterijski peptidoglikani         | MyD88/MAL              | celična površina | - monociti/makrofagi - nevtrofilci - mieloidne dendritične celice - pitanke (mastociti)                                                                      |
| TLR 2    | različni lipopeptidi                                                              | bakterijski peptidoglikani         | MyD88/MAL              | celična površina | - monociti/makrofagi - nevtrofilci - mieloidne dendritične celice - pitanke (mastociti)                                                                      |
| TLR 2    | različni lipoproteini                                                             | bakterijski peptidoglikani         | MyD88/MAL              | celična površina | - monociti/makrofagi - nevtrofilci - mieloidne dendritične celice - pitanke (mastociti)                                                                      |
| TLR 2    | lipoteihojska kislina                                                             | grampozitivne bakterije            | MyD88/MAL              | celična površina | - monociti/makrofagi - nevtrofilci - mieloidne dendritične celice - pitanke (mastociti)                                                                      |
| TLR 2    | HSP70                                                                             | gostiteljeve celice                | MyD88/MAL              | celična površina | - monociti/makrofagi - nevtrofilci - mieloidne dendritične celice - pitanke (mastociti)                                                                      |
| TLR 2    | zimosan (betaglukan)                                                              | glive                              | MyD88/MAL              | celična površina | - monociti/makrofagi - nevtrofilci - mieloidne dendritične celice - pitanke (mastociti)                                                                      |
| TLR 2    | številne druge                                                                    |                                    | MyD88/MAL              | celična površina | - monociti/makrofagi - nevtrofilci - mieloidne dendritične celice - pitanke (mastociti)                                                                      |
| TLR 3    | dvoverižna RNK, poly I:C                                                          | virusi                             | TRIF                   | celični razdelki | - dendritične celice - limfociti B |
| TLR 4    | lipopolisaharidi                                                                  | gramnegativne bakterije            | MyD88/MAL/TRIF/TRAM    | celična površina | - monociti/makrofagi - nevtrofilci - mieloidne dendritične celice - pitanke - limfociti B - črevesni epitelij - celice raka dojke                            |
| TLR 4    | različni proteini toplotnega šoka                                                 | bakterijske in gostiteljeve celice | MyD88/MAL/TRIF/TRAM    | celična površina | - monociti/makrofagi - nevtrofilci - mieloidne dendritične celice - pitanke - limfociti B - črevesni epitelij - celice raka dojke                            |
| TLR 4    | fibrinogen                                                                        | celice gostitelja                  | MyD88/MAL/TRIF/TRAM    | celična površina | - monociti/makrofagi - nevtrofilci - mieloidne dendritične celice - pitanke - limfociti B - črevesni epitelij - celice raka dojke                            |
| TLR 4    | fragmenti heparan sulfata                                                         | celice gostitelja                  | MyD88/MAL/TRIF/TRAM    | celična površina | - monociti/makrofagi - nevtrofilci - mieloidne dendritične celice - pitanke - limfociti B - črevesni epitelij - celice raka dojke                            |
| TLR 4    | fragmenti hialuronske kisline                                                     | celice gostitelja                  | MyD88/MAL/TRIF/TRAM    | celična površina | - monociti/makrofagi - nevtrofilci - mieloidne dendritične celice - pitanke - limfociti B - črevesni epitelij - celice raka dojke                            |
| TLR 4    | nikelj                                                                            |                                    | MyD88/MAL/TRIF/TRAM    | celična površina | - monociti/makrofagi - nevtrofilci - mieloidne dendritične celice - pitanke - limfociti B - črevesni epitelij - celice raka dojke                            |
| TLR 4    | različne opioidne snovi                                                           |                                    | MyD88/MAL/TRIF/TRAM    | celična površina | - monociti/makrofagi - nevtrofilci - mieloidne dendritične celice - pitanke - limfociti B - črevesni epitelij - celice raka dojke                            |
| TLR 5    | bakterijski flagelin                                                              | bakterije                          | MyD88                  | celična površina | - monociti/makrofagi - podvrsta dendritičnih celic - črevesni epitelij - celice raka dojke                                                                   |
| TLR 5    | profilin                                                                          | Toxoplasma gondii                  | MyD88                  | celična površina | - monociti/makrofagi - podvrsta dendritičnih celic - črevesni epitelij - celice raka dojke                                                                   |
| TLR 6    | različni diacil lipopeptidi                                                       | Mycoplasma                         | MyD88/MAL              | celična površina | - monociti/makrofagi - pitanke - limfociti B |
| TLR 7    | imidazokinoline                                                                   | male sintetične spojine            | MyD88                  | celični razdelki | - monociti/makrofagi - plazmocitoidne dendritične celice - limfociti B                                                                                       |
| TLR 7    | loksoribin (analog gvanozina)                                                     | male sintetične spojine            | MyD88                  | celični razdelki | - monociti/makrofagi - plazmocitoidne dendritične celice - limfociti B                                                                                       |
| TLR 7    | bropirimin                                                                        | male sintetične spojine            | MyD88                  | celični razdelki | - monociti/makrofagi - plazmocitoidne dendritične celice - limfociti B                                                                                       |
| TLR 7    | enoverižna RNK                                                                    | RNK-virusi                         | MyD88                  | celični razdelki | - monociti/makrofagi - plazmocitoidne dendritične celice - limfociti B                                                                                       |
| TLR 8    | male sintetične spojine; enoverižna virusna RNK, fagocitirana bakterijska RNK(24) |                                    | MyD88                  | celični razdelki | - monociti/makrofagi - podvrsta dendritičnih celic - pitanke - celice črevesnega epitelija (le pri bolnikih s chronovo boleznijo ali ulcerativnim kolitisom) |
| TLR 9    | nemetilirani CpG oligodeoksinukleotid DNK                                         | bakterije, DNK-virusi              | MyD88                  | celični razdelki | - monociti/makrofagi - plazmacitoidne dendritične celic - limfociti B                                                                                        |
| TLR 10   | neznano                                                                           |                                    | neznano                | ?                | |
| TLR 11   | profilin                                                                          | Toxoplasma gondii                  | MyD88                  | celični razdelki | - monociti/makrofagi - jetrne celice - celice ledvic - epitelij sečnika                                                                                      |
| TLR 12   | profilin                                                                          | Toxoplasma gondii                  | MyD88                  |                  | - živčne celice - plazmacitoidne dendritične celice - konvencionalne dendritične celice - makrofagi                                                          |
| TLR 13   | bakterijsko ribosomsko RNK-zaporedje "CGGAAAGACC"                                 | virusi, bakterije                  | MyD88, TAK-1           | celični razdelki | - monociti/makrofagi - konvencionalne dendritične celice |